# Хенрик Сјемирацки
Хенрик Сјемирацки (пољ. Henryk Hektor Siemiradzki; Новобјелгород, 15. новембар 1843 — Стржалково, 23. август 1902) био је пољски сликар 19. века, који је био активан у периоду Поделе Пољске, и познат је по монументалним делима рађеним у стилу академизма. Он је посебно познат по својим описима сцена из античке Грчке и Рима, као и описима сцена из Новог завета.

## Биографија
Сјемирацки је рођен у породици оца Иполита Сјемирадског, пољског племића и официра царске руске армије (генерал пд 1871) и Михалине (девојачко презиме Просзинска) у Белгороду (данас Чухујевски округ, Харковска област, Украјина), близу град Харков, где је био стациониран пук његовог оца. Породица је пореклом из радомске земље, а име је добила по селу Сиемираџ. Један од огранака породице настанио се у близини Навагрудака крајем 17. века. Хенриков деда је обављао дужности у Новоградском округу. Његови родитељи су били блиски пријатељи са породицом Адама Мицкјевича.
Студирао је у Харковској гимназији где је прво учио сликање код месног школског учитеља, Д. И. Безперчија, бившег ученика Карла Брујлова. Ишао је у физичко-математичку школу Харковског универзитета и тамо је студирао природне науке али је наставио и да слика.
Умро је у Стрзалкову 1902. године и првобитно је сахрањен у Варшави, али су касније његови остаци премештени у национални Пантеон на Скалки у Кракову.
Галерија модерне уметности Харковског националног универзитета В. Н. Каразин у Харкову је именована по њему.

## Галерија
- Талисман
- Христос и Самарићанка, 1890.